# Зіставлення абсорбансів
Зіставлення абсорбансів (рос. метод сопоставления, англ. absorbance matching) — у спектрохімічному аналізі — метод визначення концентрації відомого аналіту шляхом розбавлення проби розчинником доти, аж поки його абсорбанс не буде відповідати абсорбансові аналіту в кюветі порівняння. Цей метод є особливо корисним тоді, коли не виконується закон Бугера—Ламберта—Бера.